# Sương mù

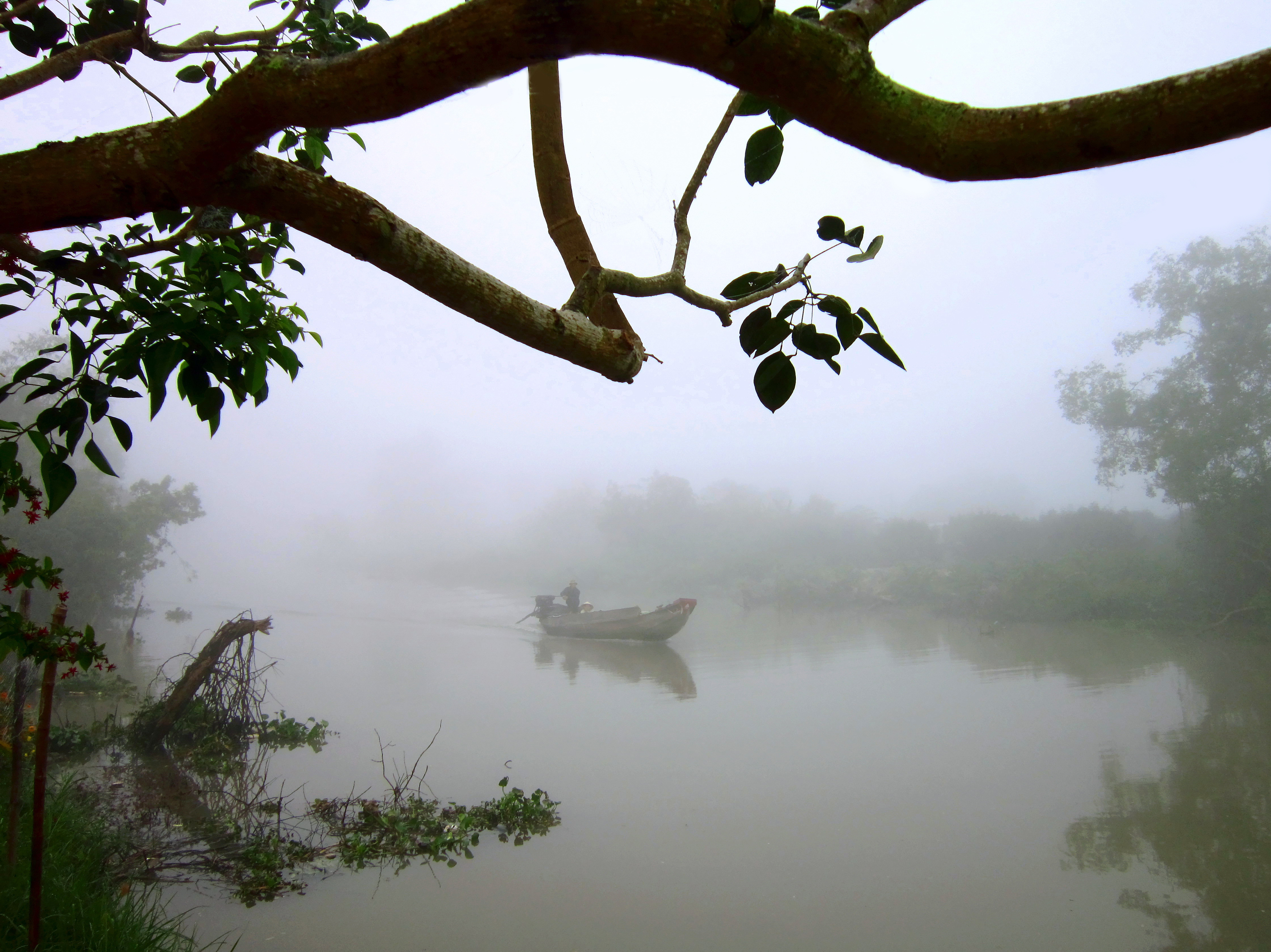
Sương mù trên rạch Cái Răng

Sương mù bao gồm các hạt nước siêu nhỏ hoặc các tinh thể băng được nén chặt trong không khí hoặc gần mặt đất. Sương mù có thể được xem là một dạng mây bay thấp, thường có hình dáng của địa tầng, và chịu tác động bởi các vùng nước, điều kiện địa hình và gió trong khu vực xung quanh. Ngược lại, sương mù ảnh hưởng đến các hoạt động của con người, bao gồm vận tải, du lịch, và tác chiến. 
Sương mù xuất hiện khi hơi nước bắt đầu ngưng tụ. Trong quá trình này, các phân tử hơi nước kết hợp với nhau để tạo thành các hạt nước nhỏ trong không khí. Biển sương mù, được hình thành khi hơi nước ngưng tụ trên các mảnh tinh thể muối. Sương mù có thể giống, nhưng ít trong suốt hơn, so với sương mù mỏng (bạc vụ).

## Hình thành
Sương mù hình thành khi chênh lệch giữa nhiệt độ không khí và điểm sương nhỏ hơn 2,5 °C (4,5 °F). Sương mù bắt đầu xuất hiện khi hơi nước trong không khí ngưng tụ thành các giọt nước nhỏ lơ lửng.
Một số quá trình dẫn đến sự ngưng tụ hơi nước bao gồm
-Hội tụ gió vào các khu vực chuyển động đi lên;
-Lượng mưa hoặc virga rơi từ trên cao xuống;
-Nước bốc hơi từ bề mặt đại dương, các vùng nước hoặc đất ướt do nhiệt độ ban ngày tăng lên;
-Sự thoát hơi nước từ thực vật;
-Không khí mát hoặc khô di chuyển qua bề mặt nước ấm hơn;
-Không khí bị nâng lên trên các dãy núi.
Hơi nước thường bắt đầu ngưng tụ trên các hạt nhân ngưng tụ, chẳng hạn như bụi, băng, hoặc muối, để tạo thành mây. Sương mù, giống như các tầng mây thấp khác, là một tầng mây ổn định, thường hình thành khi một khối không khí mát, ổn định bị giữ lại bên dưới một khối không khí ấm hơn.
Sương mù thường xuất hiện khi độ ẩm tương đối gần 100%. Điều này xảy ra do không khí nhận thêm độ ẩm hoặc do nhiệt độ không khí giảm xuống. Tuy nhiên, sương mù vẫn có thể hình thành ở mức độ ẩm thấp hơn và đôi khi không hình thành ngay cả khi độ ẩm tương đối đạt 100%. Khi độ ẩm tương đối đạt mức tối đa, không khí sẽ trở nên bão hòa, không thể giữ thêm hơi nước, và quá trình ngưng tụ diễn ra.
Sương mù thường gây ra hiện tượng mưa phùn hoặc tuyết nhẹ. Mưa phùn hình thành khi độ ẩm đạt 100%, các giọt nước nhỏ trong mây kết tụ thành giọt lớn hơn. Quá trình này có thể xảy ra khi lớp sương mù bị nâng lên và làm mát đủ, hoặc bị nén mạnh bởi khối không khí phía trên. Nếu nhiệt độ bề mặt giảm xuống dưới điểm đóng băng, mưa phùn có thể chuyển thành mưa phùn đóng băng.
Độ dày của lớp sương mù chủ yếu phụ thuộc vào độ cao của ranh giới nghịch nhiệt – là ranh giới giữa lớp không khí biển mát và lớp không khí ấm hơn bên trên. Ở các khu vực ven biển hoặc đại dương, ranh giới này thường nằm ở đỉnh của lớp biển. Khi áp suất khí quyển cao, lớp sương mù và lớp biển bị nén lại và trở nên mỏng hơn. Ngược lại, khi áp suất khí quyển giảm, lớp sương mù có thể mở rộng lên trên.

## Sương mù nhân tạo

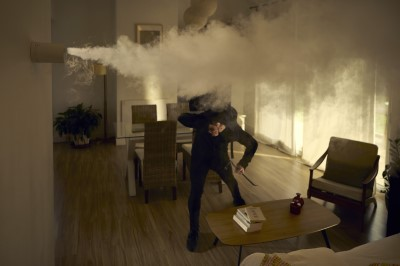
Một lớp sương mù nhân tạo được kích hoạt từ xa để dọa trộm

Sương mù nhân tạo là loại sương mù được con người tạo ra, thường thông qua việc bốc hơi một chất lỏng có thành phần chính là nước kết hợp với glycol hoặc glycerin. Chất lỏng này được phun vào một khối kim loại được đun nóng, nơi nó bốc hơi nhanh chóng. Áp suất sinh ra trong quá trình này đẩy hơi nước ra ngoài qua các lỗ thông hơi. Khi tiếp xúc với không khí mát bên ngoài, hơi nước ngưng tụ thành các giọt cực nhỏ, tạo nên hiện tượng sương mù.
Máy tạo sương mù nhân tạo chủ yếu được sử dụng trong các ứng dụng giải trí, chẳng hạn như trong các buổi biểu diễn nghệ thuật, sự kiện, hoặc rạp hát để tạo hiệu ứng thị giác.

## Phân loại

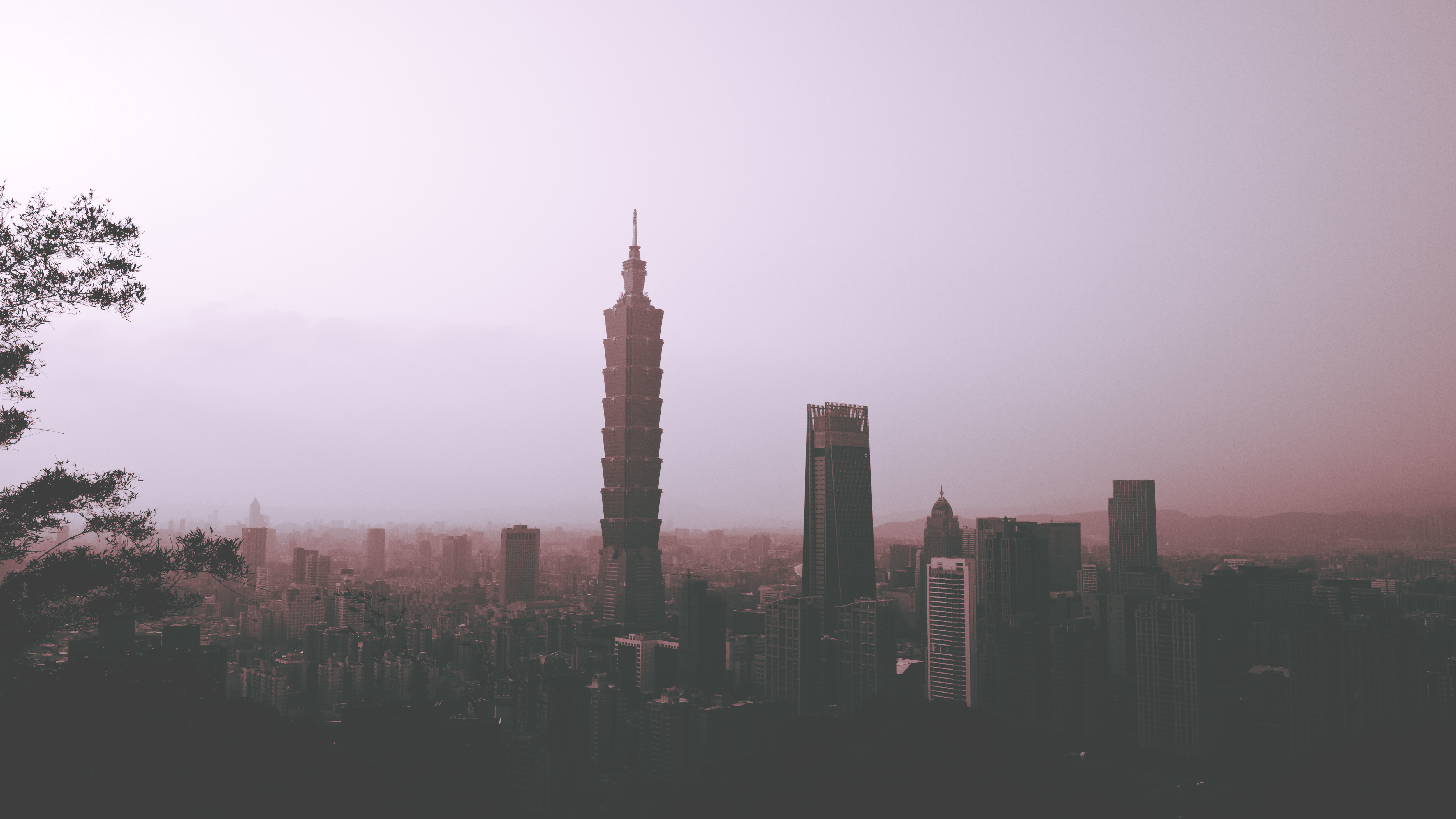
Sương mù bao phủ Đài Bắc

Sương mù cấu tạo bằng nhiều cách, phụ thuộc vào phương thức giảm nhiệt để gây ra sự ngưng tụ
- Sương mù bức xạ: được tạo thành khi mặt đất giảm nhiệt lúc hoàng hôn bởi bức xạ nhiệt (hồng ngoại) tỏa ra trong điều kiện yên tĩnh với bầu trời quang đãng. Lớp đất lạnh khiến ngưng đọng trong không khí gần đó bằng truyền dẫn nhiệt. Trong sự yên tĩnh hoàn hảo, lớp sương mù có thể thấp hơn 1 mét nhưng sự chuyển động hỗn loạn có thể tạo ra lớp sương mù dày hơn. Loại hình này phổ biến trong mùa thu và thông thường không tồn tại lâu sau bình minh.
- Sương mù gió: xảy ra khi không khí ẩm chuyển động qua bề mặt lạnh do gió và bị làm lạnh. Dạng này của sương mù là phổ biến trên biển khi không khí vùng nhiệt đới gặp gỡ với nước lạnh hơn của các vĩ độ cao hơn. Nó cũng là phổ biến khi hai luồng không khí có các đặc trung khác nhau về nhiệt độ và độ ẩm (frông) đi qua khu vực lạnh.
- Sương mù hơi: là dạng cục bộ nhất, được tạo ra do luồng không khí lạnh đi trên nước ấm hơn. Hơi nước nhanh chóng đi vào khí quyển bằng cách bay hơi và sự ngưng tụ xảy ra khi đạt tới điểm sương, tạo ra lớp hơi mỏng và yếu. Sương mù hơi là phổ biến ở các khu vực gần hai địa cực, cũng như xung quanh các hồ sâu và rộng vào cuối mùa thu và đầu mùa đông. Nó rất gần với hiện tượng tuyết hiệu ứng hồ hay mưa hiệu ứng hồ, và thông thường sinh ra sương giá, hoặc đôi khi là sương muối.
- Sương mù ngưng đọng: (hay sương mù mưa) tạo thành do các giọt nước bị ngưng đọng rơi xuống lớp không khí khô hơn ở dưới các đám mây, các giọt nước bay hơi thành hơi nước. Hơi nước bị làm lạnh và tại điểm sương nó ngưng tụ và tạo ra sương mù.
- Sương mù núi: tạo thành khi gió thổi không khí trên các chỗ dốc, làm lạnh đoạn nhiệt nó khi nó được nâng lên và làm cho hơi ẩm trong không khí phải ngưng tụ. Loại hình này thường tạo ra sương giá trên các đỉnh núi.
- Sương mù thung lũng: tạo thành trong các thung lũng núi, thông thường trong mùa đông. Nó là kết quả của sự đảo lộn nhiệt độ sinh ra bởi không khí lạnh nặng hơn đi vào trong các thung lũng, với không khí ấm hơn đi qua các ngọn núi ở phía trên. Nó là sương mù bức xạ bị giam giữ bởi địa hình khu vực, và có thể tồn tại trong vài ngày trong điều kiện yên tĩnh. Ở thung lũng trung tâm California, sương mù thung lũng được nói đến như là Tule fog.
- Sương mù băng: là bất kỳ dạng sương mù nào khi các giọt nước bị đóng băng thành các tinh thể nước đá nhỏ trong không khí. Nói chung, loại hình này yêu cầu nhiệt độ thấp hơn điểm đóng băng, làm cho nó chỉ phổ biến ở gần Bắc cực hay châu Nam cực. Các lượng cực kỳ nhỏ của chúng rơi xuống tạo ra dạng ngưng tụ gọi là tinh thể nước đá, thông thường thấy có ở Barrow, Alaska.

Mọi loại hình sương mù tạo ra khi độ ẩm tương đối đạt tới 100%, và nhiệt độ không khí có xu hướng giảm xuống dưới điểm sương, ép nó xuống thấp hơn bằng cách làm cho hơi nước ngưng tụ.
- Ngoài ra còn loại sương mù khô là hiện tượng khí quyển bị vẩn đục nhẹ do sự tồn tại của các hạt bụi, khói gây nên.

## Cảnh báo
Sương mù làm giảm tầm nhìn. Các loại xe cộ phải đi chậm hơn và phải sử dụng nhiều ánh sáng hơn. Ánh sáng vàng là thích hợp trong điều kiện sương mù. Đặc biệt nguy hiểm khi sương mù là cục bộ, do người lái xe bị bất ngờ. Sương mù cũng là tai hại đối với ngành hàng không. Người ta đã cố gắng phát triển nhiều phương pháp để làm tan sương mù như sử dụng nhiệt hay các tinh thể muối. Các phương pháp này đạt được một số hiệu quả ở nhiệt độ thấp hơn điểm đóng băng.